# Al-Rawda, Hama
Rawda (tiếng Ả Rập: الروضة) là một ngôi làng Syria nằm trong phó huyện Hirbnafsah ở huyện Hama. Theo Cục Thống kê Trung ương Syria (CBS), Rawda có dân số 479 người trong cuộc điều tra dân số năm 2004.